# ماريك تشيك (لاعب كرة قدم)
ماريك تشيك (بالتشيكية: Marek Čech)‏ هو لاعب كرة قدم تشيكي في مركز حراسة المرمى، ولد في 8 أبريل 1976 في أوسترافا في جمهورية التشيك. شارك مع منتخب جمهورية التشيك لكرة القدم. أما مع النوادي، فقد لعب مع بانيك أوسترافا وسبارتا براغ وفيكتوريا بلزن ولوخ إينيرجيا فلاديفوستوك ولوكوموتيف موسكو ونادي جيلينا ونادي دلهي ديناموس ونادي سبارتاك ترنافا ونادي سلوفان ليبيريتس.

## وصلات خارجية
- ماريك تشيك على موقع الاتحاد التشيكي (الإنجليزية)
- ماريك تشيك على موقع قاعدة بيانات كرة القدم.إي يو (الإنجليزية)
- ماريك تشيك على موقع ناشيونال فوتبول تيمز (الإنجليزية)
- ماريك تشيك على موقع Soccerway.com (الإنجليزية)
- ماريك تشيك على موقع عالم كرة القدم.نت (الإنجليزية)
- ماريك تشيك على موقع AS.com (الإسبانية)